# بیشینه طول عمر
بیشینه طول عمر (به انگلیسی: Maximum life span) (یا، برای انسان، حداکثر سن گزارش شده در هنگام مرگ) معیاری است برای بیشترین زمانی است که یک یا چند عضو از یک جمعیت بین تولد تا مرگ زنده می‌مانند. این اصطلاح همچنین می‌تواند برآوردی از حداکثر مدت زمانی را که یک عضو از یک گونه معین می‌تواند بین تولد و مرگ زنده بماند، به شرط شرایطی که برای طول عمر آن عضو بهینه باشد، بیان کند.
بیشتر گونه‌های زنده دارای حد بالایی از تعداد دفعاتی هستند که سلول‌های سوماتیکی که تلومراز را بیان نمی‌کنند، می‌توانند تقسیم شوند. این محدودیت هایفلیک نامیده می‌شود، اگرچه این تعداد تقسیم سلولی به‌طور دقیق طول عمر را کنترل نمی‌کند.

## در جانوران
جانوران کوچک مانند پرندگان و سنجاب‌ها به ندرت به بیشینه طول عمر می‌رسند و معمولاً در اثر تصادف، بیماری یا شکار می‌میرند.
بیشینه طول عمر در بیشتر گونه‌ها در مخزن AnAge (پایگاه داده‌های پیری و طول عمر جانوران) ثبت شده‌است.
بیشینه طول عمر معمولاً برای گونه‌هایی که بزرگ‌تر هستند یا دارای دفاع مؤثر در برابر شکار هستند، مانند پرواز پرندگان، دفاع شیمیایی یا زندگی در گروه‌های اجتماعی طولانی‌تر است.
تفاوت در طول عمر بین گونه‌ها نقش ژنتیک را در تعیین بیشینه طول عمر ("نرخ پیری") نشان می‌دهد. رکوردها (به سال) به شرح زیر است:
- برای موش خانگی معمولی، ۴[۴]
- برای موش قهوه‌ای، ۳٫۸[۵]
- برای سگ‌ها، ۳۰ (به فهرست طول عمر سگ‌ها مراجعه کنید)[۶]
- برای گربه‌ها، ۳۸ (به فهرست طول عمر گربه‌ها مراجعه کنید)
- برای درنای خاکستری، ۴۳
- برای خرس‌های قطبی، ۴۲[۷] (دبی)
- برای اسب، ۶۲
- برای فیل‌های آسیایی، ۸۶[۸]

طولانی‌ترین عمر در مهره‌داران برای گونه‌های مختلف توصیف شده‌است.
- طوطی‌های بزرگ (ماکائوها و کاکادوها می‌توانند تا ۸۰ تا ۱۰۰ سال در اسارت زندگی کنند)
- کپور گلگون (یک گونه ماهی ژاپنی که گفته می‌شود تا ۲۰۰ سال عمر می‌کند، اگرچه معمولاً از ۵۰ سال بیشتر نمی‌شود - طبق گزارش‌ها، نمونه‌ای به نام هاناکو پس از مرگش ۲۲۶ سال داشت)[۹][۱۰]
- لاک‌پشت‌ها (لاک پشت گالاپاگوس) (۱۹۰ سال)[۱۱]
- سوسمار پل‌دماغی (یک گونه خزنده نیوزیلندی، ۱۰۰ تا ۲۰۰+ سال)
- تصور می‌شود که مارماهی‌ها، به اصطلاح مارماهی برانتیویک (به سوئدی: Branteviksålen) از سال ۱۸۵۹ در چاه آبی در جنوب سوئد زندگی می‌کردند، که در نتیجه بیش از ۱۵۰ سال قدمت داشته باشد.[۱۲] گزارش شده‌است که در اوت ۲۰۱۴ در سن 155[۱۳] سالگی درگذشت.
- نهنگ‌ها (نهنگ قطبی) (Balaena mysticetus حدود ۲۰۰ سال) - اگرچه این ایده برای مدتی ثابت نشده بود، تحقیقات اخیر نشان داده‌است که نهنگ‌های قطبی که اخیراً کشته شده‌اند هنوز از حدود سال ۱۸۹۰ در بدن خود زوبین داشتند،[۱۴] که همراه با تجزیه و تحلیل اسیدهای آمینه، حداکثر طول عمر «۱۷۷ تا ۲۴۵ سال» را نشان می‌دهد.[۱۵][۱۶][۱۷]
- کوسه‌های گرینلند در حال حاضر گونه مهره‌دارانی هستند که طولانی‌ترین عمر شناخته‌شده را دارند.[۱۸] با بررسی ۲۸ نمونه در یک مطالعه منتشر شده در سال ۲۰۱۶، مشخص شد که مسن‌ترین جانورانی که نمونه‌برداری کرده‌اند، حدود ۱۲۰ ± ۳۹۲ سال (حداقل ۲۷۲ سال و حداکثر ۵۱۲ سال) عمر کرده‌اند. نویسندگان همچنین به این نتیجه رسیدند که این گونه در حدود ۱۵۰ سالگی به بلوغ جنسی می‌رسد.[۱۸]

گونه‌های بی‌مهرگانی که تا زمانی که زنده هستند به رشد خود ادامه می‌دهند (مانند صدف‌های خاص، برخی گونه‌های مرجانی) می‌توانند صدها سال عمر کنند:
- یک نرم‌تن دوکفه‌ای (Arctica islandica) (با نام مستعار " مینگ "، ۲±۵۰۷ سال زندگی کرد.[۱۹][۲۰])